# Fusillade du 4 juillet 2022 à Highland Park
Le 4 juillet 2022, une fusillade de masse a eu lieu à Highland Park, dans l’Illinois, lors d'un défilé du 4-Juillet environ dix minutes après le début du défilé à dix heures. 

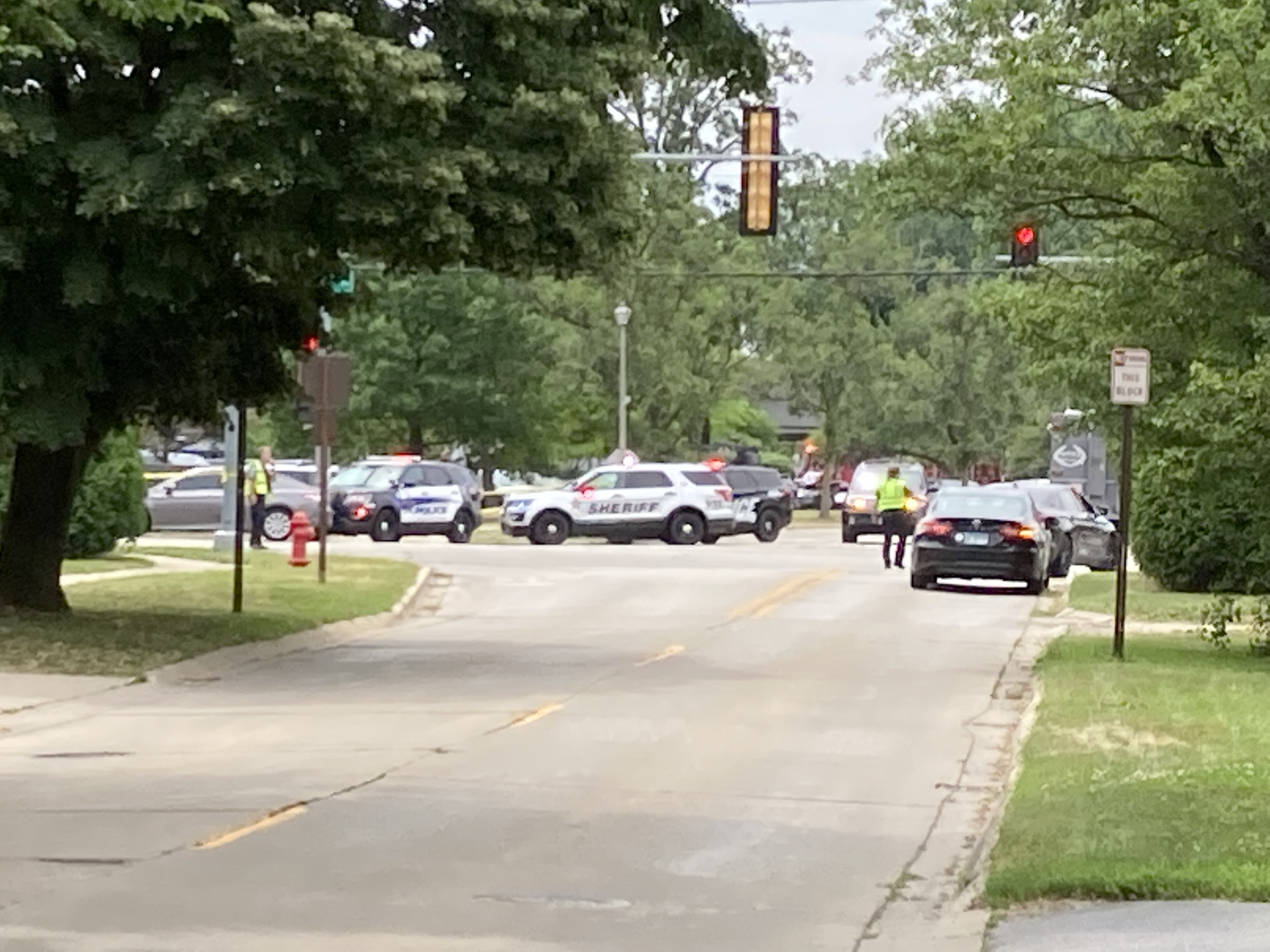
Highland Park après la fusillade.

Sept personnes ont été tuées et au moins quarante-six autres ont été blessées. Des témoins ont rapporté qu'au moins cinq personnes ensanglantées gisaient sur le sol. Un témoin rapporte également que plus de vingt coups de feu sont tirés.

## Réactions
Les responsables de Highland Park City, via leur compte Facebook, ont déclaré que l'événement Fourth Fest serait annulé et que la police de Highland Park répondait à l'incident dans le centre-ville de Highland Park.
La ville d’Evanston, située au sud d’Highland Park, a annulé sa parade et son feu d’artifice.
J. B. Pritzker, gouverneur de l'Illinois, réagit sur Twitter : « Mon équipe et moi-même surveillons étroitement la situation à Highland Park. La police fédérale est sur place et nous avons rendu toutes les ressources fédérales accessibles à la communauté. Nous continuerons à travailler avec les autorités locales pour porter assistance »,.
Ayant décidé de se représenter lui-même sans avocat, le procès du tueur, Robert Crimo, commencera en février 2024. Il fait face à 117 chefs d’accusation.